# Gottfried Eitel Ludwig von Humbracht
Gottfried Eitel Ludwig Freiherr von Humbracht (* 3. Dezember 1730 in Arolsen; † 4. Dezember 1822 in Wien) war ein österreichischer Feldmarschallleutnant.

## Leben

### Familiäres Umfeld
Gottfried Eitel Ludwig von Humbracht entstammte einer alten Frankfurter Patrizierfamilie, die seit Mitte des 14. Jahrhunderts in der Reichsstadt Frankfurt am Main ansässig war, 1427 in die Adlige Ganerbschaft des Hauses Alten Limpurg aufgenommen wurde und seitdem zu den ratsfähigen Patrizierfamilien der Stadt gehörte. Er gehörte zu dem aus Frankfurt über das Fürstentum Waldeck nach Österreich abgewanderten Zweig der Familie und wurde als fünfter Sohn und achtes Kind des Fürstlich-waldeckischen Stallmeisters Hieronymus August von Humbracht (1690–1739) und der Elisabeth Oberzeller (1691–1740) geboren. Er war verheiratet mit Theresia Freiin von Drechsel (1756–1813). Sein Bruder war der österreichische Generalmajor und Ritter des Maria-Theresia-Ordens Alexander August Christian von Humbracht (1727–1774).

### Militärische Laufbahn
Wie sein älterer Bruder Alexander trat Gottfried Eitel Ludwig in kaiserliche Dienste, um Berufsoffizier zu werden. Er begann seine militärische Laufbahn 1749 im kaiserlichen Infanterie-Regiment Fürst von Waldeck (Nr. 35) und wurde dort 1755 Leutnant. Er nahm am Dritten Schlesischen Krieg teil und wurde 1759 zum Hauptmann befördert. Danach diente er bei der Monturskommission in Brünn und im Verpflegungs-Departement des Hofkriegsrates in Wien. 1794 nahm er dann am Koalitionskrieg gegen die Heere der Französischen Revolutionsregierung teil und trat noch im selben Jahr als Generalmajor in den Ruhestand. 1801 wurde er reaktiviert und tat Dienst als Verpflegungs-Vize-Inspektor der österreichischen Armee, bis er 1803 endgültig in den Ruhestand versetzt wurde und dabei ,ad honores' zum Feldmarschallleutnant ernannt wurde. Bereits am 23. März 1765 war er, zusammen mit seinem älteren Bruder Alexander, in Wien in den erblichen Reichsfreiherrnstand erhoben worden.